# Andreas Kopasis
Isfakyalı Kopasis Efendi (o Andreas Kopasis Omoudopoulos) (Khanià, Creta, 1854 — 22 de març de 1912) va ser un príncep de Samos entre 1908 i 1912.
Isfakyalı Kopasis Efendi va ser la divuitena persona designada com a governador otomà de Samos. El 1908 va incrementar-hi les tropes otomanes per fer front a l'oposició progrega. Els dirigents d'aquesta oposició, incloent-hi Themistoklis Sofoulis, van haver de fugir de l'illa. Kopasis va ser assassinat el març de 1912 per Stavro Boridis, un seguidor de Sophoulis.
Andreas Kopasis estava casat amb Eleni de Kiari (o Helena Kopasis). Eleni era una dona educada, filla de l'ambaixador otomà a Àustria. Era poliglota i tocava el piano. El seu germà, Arthur Kiani, era membre del senat austríac. Eleni va estudiar la llengua auxiliar internacional esperanto el 1907 i, poc temps després, va fundar un grup de dones esperantistes.